# Инчиза-Скапаччино
Инчиза-Скапаччино (итал. Incisa Scapaccino) — коммуна в Италии, располагается в регионе Пьемонт, в провинции Асти.
Население составляет 2190 человек (2008 г.), плотность населения составляет 104 чел./км². Занимает площадь 21 км². Почтовый индекс — 14045. Телефонный код — 0141.
Покровителями коммуны почитаются святые Прим и Фелициан, празднование 8 июня.

## Демография
Динамика населения:

## Города-побратимы
- Сен-Жюст-Шалессен, Франция

## Администрация коммуны
- Официальный сайт: http://www.comune.incisascapaccino.at.it